# Балаховичі
Балахо́вичі — село в Полицькій сільській громаді Вараського району Рівненської області України. Населення становить 624 осіб.

## Географія
Село розташоване на правому березі річки Стир.

## Історія
У 1906 році село Рафалівської волості Луцького повіту Волинської губернії. Відстань від повітового міста 76 верст, від волості 13. Дворів 32, мешканців 272.

## Населення
За переписом населення 2001 року в селі мешкало 613 осіб.

### Мова
Розподіл населення за рідною мовою за даними перепису 2001 року:
| Мова       | Кількість | Відсоток |
| ---------- | --------- | -------- |
| українська | 619       | 99.2%    |
| російська  | 5         | 0.8%     |
| Усього     | 624       | 100%     |